# Sciapus palmetorum
Sciapus palmetorum är en tvåvingeart som först beskrevs av Carl Ludwig Doleschall 1858.  Sciapus palmetorum ingår i släktet Sciapus och familjen styltflugor. Inga underarter finns listade i Catalogue of Life.